# Louis van Schoor
Sybrand Jacobus Lodewikus van Schoor, (Sudáfrica, 1951–East London, 25 de julio de 2024)más conocido como Louis van Schoor fue un asesino en serie sudafricano, policía y guardia de seguridad que cometió asesinatos entre 1986 y 1989. Fue condenado por siete asesinatos y dos intentos de asesinatos. Sin embargo, el propio van Schoor, le reveló a un periodista que había matado a más de cien personas. Es conocido como «El asesino del apartheid».

## Asesinatos
Van Schoor fue contratado como guardia de seguridad de la ciudad de East London después de haber servido como oficial de policía y como entrenador de perros policía.
El Modus Operandi de van Schoor era el utilizar un arma silenciosa de Bala expansiva en los locales comerciales que monitoreaba y disparaba de inmediato a los intrusos con su pistola de 9 mm. La mayoría de sus víctimas eran hombres negros y, por lo tanto, las sospechas eran que sus asesinatos estaban motivados por motivos raciales, pero van Schoor lo negó y declaró que él disparaba a ladrones y que por lo tanto "solo hacía su trabajo".

## Condena y encarcelamiento
Van Schoor fue condenado a veinte años de prisión por siete asesinatos y dos intentos de asesinatos. Mientras cumplía su sentencia en la prisión de Fort Glamorgan, según las declaraciones de un empleado de la prisión, se comportaba como un "prisionero ejemplar" y demostró cualidades de liderazgo.
Después de cumplir doce años en prisión, van Schoor fue puesto en libertad condicional en 2004. Su hija Sabrina cumple una condena de veinticinco años en la misma prisión por contratar a un asesino a sueldo para asesinar a su madre en 2002.
Desde entonces, Louis van Schoor mantuvo un perfil bajo y trabajó como capataz de ganado.